# Louisville & Indiana Railroad
De Louisville & Indiana Railroad (reporting mark LIRC) is een zogenaamde Class III railroad en exploiteert een 171 kilometer lange spoorlijn van Indianapolis (Indiana) naar Louisville (Kentucky). Het bedrijf is onderdeel van de Anacostia Rail Holdings Company (in 1997 voortgekomen uit de Anacostia & Pacific Company), een firma die gespecialiseerd is in het opzetten en exploiteren van kleinschalig railvervoer.

## Geschiedenis
De spoorlijn was oorspronkelijk van de Pennsylvania Railroad (PRR); dit historische gegeven is terug te vinden in het logo van de Louisville & Indiana Railroad, dat sterk lijkt op het logo van de PRR. In 1968 werd de PRR – en daarmee dus ook deze spoorlijn – onderdeel van de Penn Central. Na het faillissement van Penn Central kwam de lijn in handen van Conrail. Conrail wilde in 1994 het traject afstoten. De Louisville & Indiana Railroad werd opgericht en nam in maart 1994 de spoorlijn over.

## Vervoer
De lijn ligt langs een aantal industriegebieden en de LIRC probeert nieuwe klanten zich hier te laten vestigen. Ook heeft ze toegang tot de 'Port of Jeffersonville', een haven langs de rivier de Ohio. In Louisville worden wagens uitgewisseld met de Paducah & Louisville Railway en met CSX; de Indiana Railroad wordt bereikt via trackage rights (‘gebruiksrechten’) over een oude lijn van de Mononspoorweg. In Indianapolis is CSX de belangrijkste partner. Dit bedrijf heeft tevens trackage rights over delen van de LIRC-spoorlijn. In Jeffersonville ligt een groot rangeerterrein; ook het onderhoud aan het materieel vindt daar plaats. Jaarlijks worden er 20.000 wagonladingen over de LIRC vervoerd. Het vervoer bestaat uit onder andere plastics, cement, chemische producten, staal, hout en graan.